# La edad de la peseta
La edad de la peseta és una pel·lícula dirigida per Pavel Giroud, estrenada en el 31è Festival de Cinema de Toronto i Nominada als Premis Goya en la seva 22a edició.

## Argument
A l'Havana de 1958 una família composta per Alicia i el seu fill Samuel de deu anys, torna una vegada més, després de l'últim dels fracassos amorosos de la jove i insegura mare, a la casa de Violeta, l'àvia materna del nen. Allí es troben amb el rebuig de la sorruda senyora de manies accentuades, i molt pocs desitjos de compartir la seva resguardada privacitat. Entre el remolí de contradiccions entre mare i àvia el nen tracta d'adaptar-se, però en aquesta ocasió no serà com les anteriors, aquesta vegada comencen a emergir les necessitats de la seva edat, deslligant una sèrie d'inquietuds que conduiran a la transformació de Samuel, qui passa de la submissió i la conformitat a una rebel·lia que marcarà per sempre la seva vida pròxima.

## Repartiment
- Mercedes Sampietro - Violeta
- Iván Carreira - Samuel
- Susana Tejera - Alicia

## Guardons
Aquest film es va alçar amb el premi Índia Catalina a millor pel·lícula al Festival Internacional de Cinema de Cartagena de Indias; els Premis Coral a la millor fotografia, millor direcció d'Art i el premi Glaubert Rocha al Festival de Cinema de l'Havana; el Nova Visió Award a la millor pel·lícula hispanoamericana al Festival de cinema de Santa Barbara i el Cris Holter al San Francisco International Film Festival. Va ser la pel·lícula inaugural del Festival de Cinema de Lima, on va obtenir el 2° Premi del Públic i multi-premiada a Cinema Ceará, Sto. Domingo, Mèrida, Zero Latitud. Va ser reconeguda la millor pel·lícula cubana de l'any i seleccionada com a Candidata Cubana als Premis Oscar. La revista Variety la va classificar com "un encantador film d'iniciació". També fou candidata al Goya a la millor pel·lícula estrangera de parla hispana.